# Casla
Casla [ˈkɑːsɫə] (anglisiert: Costelloe) ist eine dörfliche Streusiedlung zwischen den Orten Indreabhán und An Caiseal (Cashel) in der Grafschaft Galway, Irland. Es liegt ausschließlich auf dem Gebiet des Townlands Doire an Fhéich.  Es ist der westlichste Ort in der Gaeltachtregion Cois Fharraige. Die Umgangssprache ist wie im benachbarten An Cheathrú Rua der Connacht-Dialekt des Irischen. Offiziellen Status hat deshalb nur der irische Name Casla.

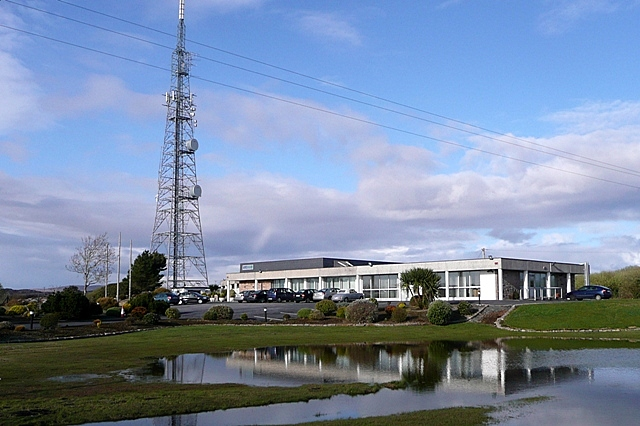
Hauptsitz von Raidió na Gaeltachta

In Casla befindet sich der Hauptsitz des irischsprachigen Rundfunksenders RTÉ Raidió na Gaeltachta.
Der irische Name Casla bedeutet „Gezeitenästuar“.